# Kalota
Koordinaten: 36° 21′ 9″ N, 36° 56′ 10″ O
Kalota, arabisch كالوطة, DMG Kālūṭa, auch Qalota; war eine frühbyzantinische Siedlung im Gebiet der Toten Städte im Nordwesten von Syrien. Die Ruinen  mehrerer Wohngebäude und zweier Kirchen aus dem 4. bis 6. Jahrhundert liegen auf einem Hügelgipfel, der ab der vorchristlichen Zeit bis ins arabische Mittelalter besiedelt war.

## Lage

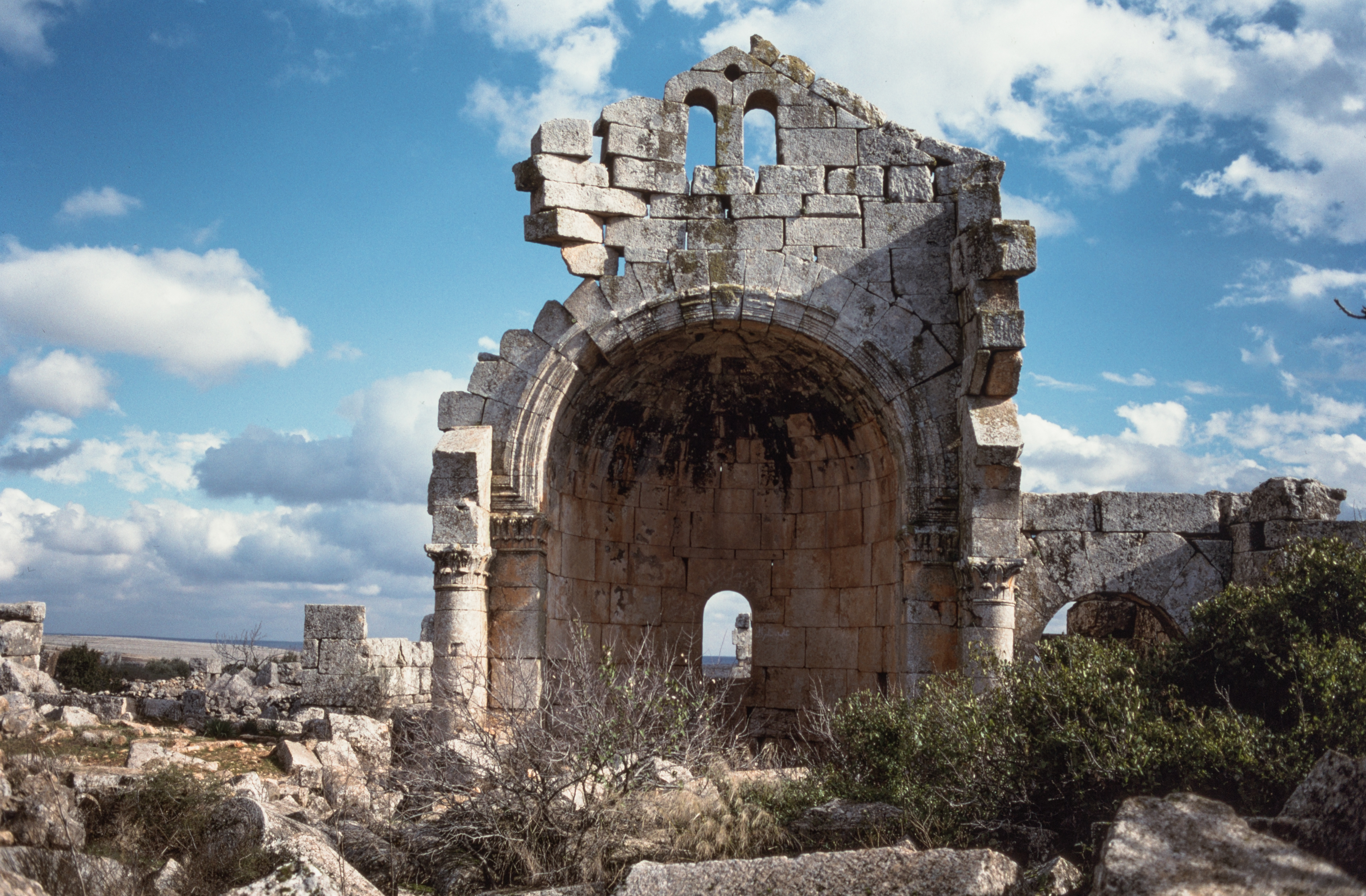
Ostkirche, Apsis im Osten. Alle Bilder von 1999

Kalota liegt im Gouvernement Aleppo, etwa 28 Kilometer Luftlinie nordwestlich von Aleppo auf 550 Meter Höhe im östlichen Bereich des Dschebel Siman. Das verkarstete und baumlose Hügelgebiet ist ein Teil des nordsyrischen Kalksteinmassivs. Der Ort ist über das an der Hauptstrecke von Aleppo nach Afrin gelegene Deir Seman erreichbar. Von hier führt eine Nebenstraße nach Osten in die Berge über Basufan (fünf Kilometer) nach Burj Haidar (weitere drei Kilometer) und 2,5 Kilometer nach Norden bis Kafr Nabu. Von den beiden letztgenannten Orten erreichen Erdstraßen in östlicher Richtung nach jeweils knapp vier Kilometern Kalota.

## Geschichte
Der Hügel war vermutlich bereits in vorchristlicher Zeit besiedelt, als an seiner Spitze ein Freibautempel oder ein Höhlenheiligtum bestand. Die dort gefundene fragmentarische Inschrift weist auf die Einweihung eines Tempels und eines goldenen Kultobjektes (Xoanon). Ein Eigenname wird am Ende mit „-aitulos“ entziffert. Bei den hier verehrten zwei oder drei Gottheiten könnte es sich um dieselben gehandelt haben, die auf der 224 n. Chr. datierten Inschrift an einer Olivenölpresse in Kafr Nabu erwähnt wurden. Seimios, Symbetylos und Leōn hießen die drei dortigen Ahnengottheiten, einer davon dürfte die lokale Variante des orientalischen Himmelsgottes Baalschamin oder Baal, entsprechend dem griechischen Zeus, gewesen sein.
In frühbyzantinischer Zeit entstand eine bedeutende Siedlung, was an den besonders im 4. und 5. Jahrhundert errichteten Wohnhäusern (Residenzen) aus mächtigen Kalksteinblöcken deutlich wird. Nach dem allgemeinen Niedergang der christlichen Siedlungen, der bereits um 600, also vor der islamischen Eroberung in den 630er Jahren begann und überall die gleichen Ursachen hatte, blieb der Ort noch einige Zeit weiter bewohnt. Im 11. oder 12. Jahrhundert wurden die christlichen Gebäude auf dem Hügel als arabische Fliehburg befestigt. Aus dieser Zeit stammt der arabische Name des Ortes Qal'at Kalota („Burg Kalota“).

## Ostkirche

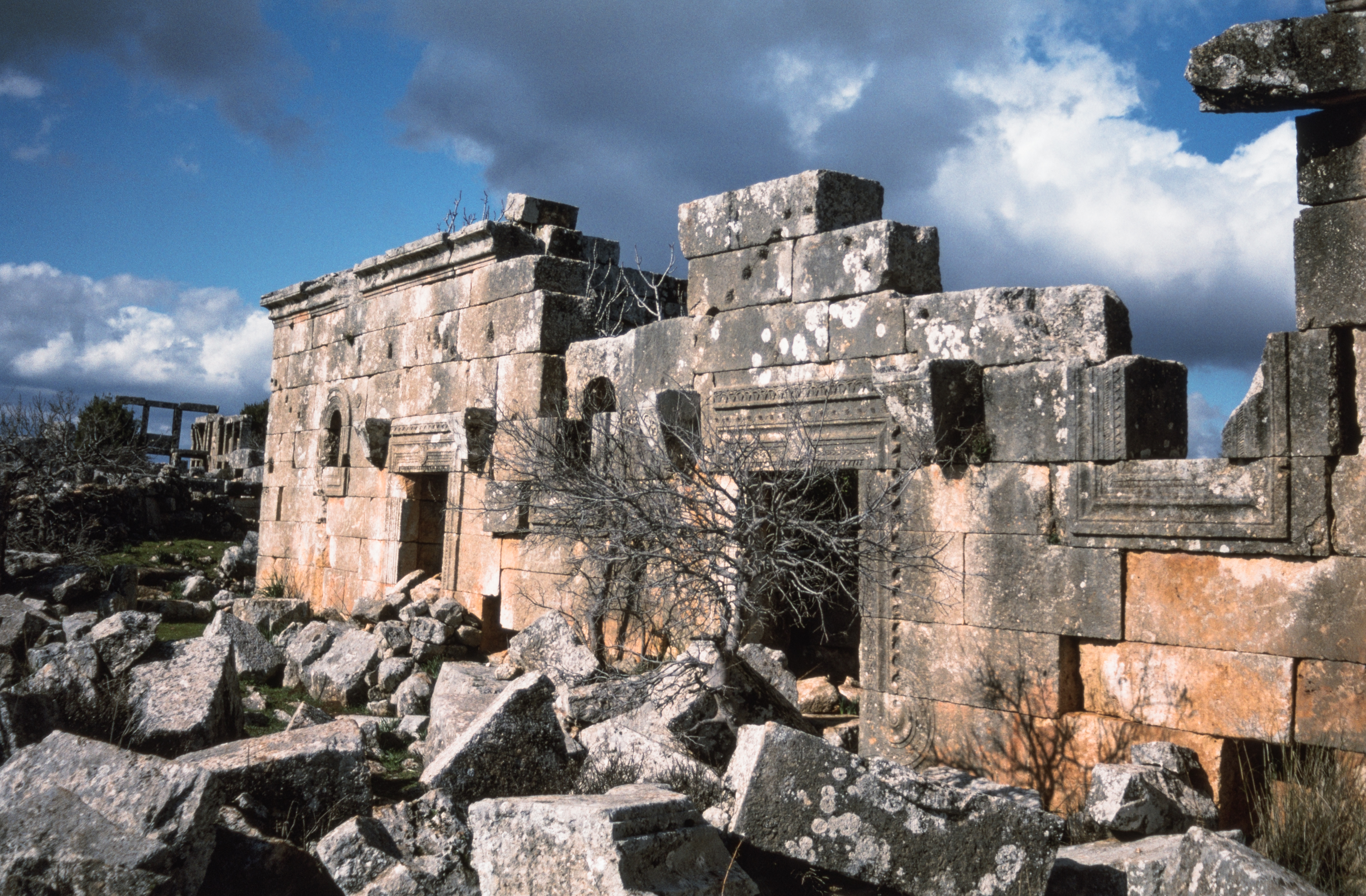
Ostkirche, Südseite

Die Ruine der Ostkirche oder Qal'at-Kalota-Kirche liegt auf der Hügelkuppe etwa 500 Meter vom antiken Ort entfernt. Vermutlich wurden Mauerteile eines früheren Tempels weiterverwendet. Sie war eine dreischiffige Säulenarkadenbasilika mit sechs Jochen in jeder der beiden Mittelschiffhochwände, einer geraden Ostwand und dahinter einer halbrunden Apsis, die von annähernd quadratischen Nebenräumen flankiert war. Der südliche Apsisnebenraum ist durch einen Rundbogendurchgang zum Kirchenschiff und Fenster in beiden Außenwänden als Martyrion (Reliquienkammer) zu erkennen. In der Mitte des Kirchenschiffs befand sich ein als Bema bezeichneter erhöhter Einbau für den Klerus. Es gab zwei Eingänge an der Südseite und jeweils einen Eingang im Norden und Westen. Eine datierte griechische Inschrift über dem Westportal nennt 492 als Jahr der Fertigstellung. Dieses Datum wird vergleichend zur zeitlichen Festlegung der Kirche von Mushabbak herangezogen, weil bei beiden Gotteshäusern Kapitellformen des kurz zuvor fertiggestellten Qal’at Sim’an aufgegriffen wurden.
Nach den Untersuchungen von Georges Tchalenko ab Ende der 1930er Jahre betragen die Außenmaße der Kirche 26 × 16,8 Meter. Das Mittelschiff ist mit einem Säulenabstand von 7,3 Metern außerordentlich breit; die bis zum Scheitel 6,8 Meter hohen Arkadenbögen ruhten auf schlanken Säulen und ergaben eine elegante Raumgliederung. Die Säulenkapitelle waren teilweise Varianten des korinthischen Stils mit einem oberen Durchmesser von 80 Zentimetern und des toskanischen Stils mit 70 Zentimetern Seitenlänge. Der Boden des Altarraums lag drei Stufen höher als der Hauptraum. Das Diakonikon in der Nordostecke war durch eine Tür mit dem nördlichen Seitenschiff und eine weitere Tür mit dem Altarraum direkt verbunden. Die Außenfassaden sind bis auf das Traufgesims schlicht und die Rundbogenfenster schmucklos. Die einzige Gliederung der Längsfassaden bestand aus Säulenportiken über den Eingängen. Nur das erhaltene Westportal ist durch einen profilierten Sturzstein und ein darüber liegendes Rundbogenfenster hervorgehoben. Diese Tür-Fenster-Kombination war ungewöhnlich für die Kirchen der Region, kam aber an mindestens zehn, in den vorangegangenen Jahrhunderten erbauten Synagogen in den Gebieten Galiläa und Golan vor.
Des Weiteren sind der größte Teil der Südfassade bis zur Traufe und die Ostseite in eingeschossiger Höhe einschließlich des Martyrions erhalten. Die innere Apsiswand steht bis zum Ansatz des Triumphbogens. Die dortigen Pilaster zur Aufnahme der Mittelschiffarkaden tragen korinthisierende Kapitelle mit groben glatten Blättern. Eine Querwand vor der Apsis stammt aus der arabischen Zeit, als das Kirchengebäude zur Festung umgebaut wurde. In der Rekonstruktionszeichnung von Tchalenko war die Kirche im Süden von einem großen ummauerten Vorhof mit zwei Zugängen in der Südmauer umgeben.

## Westkirche

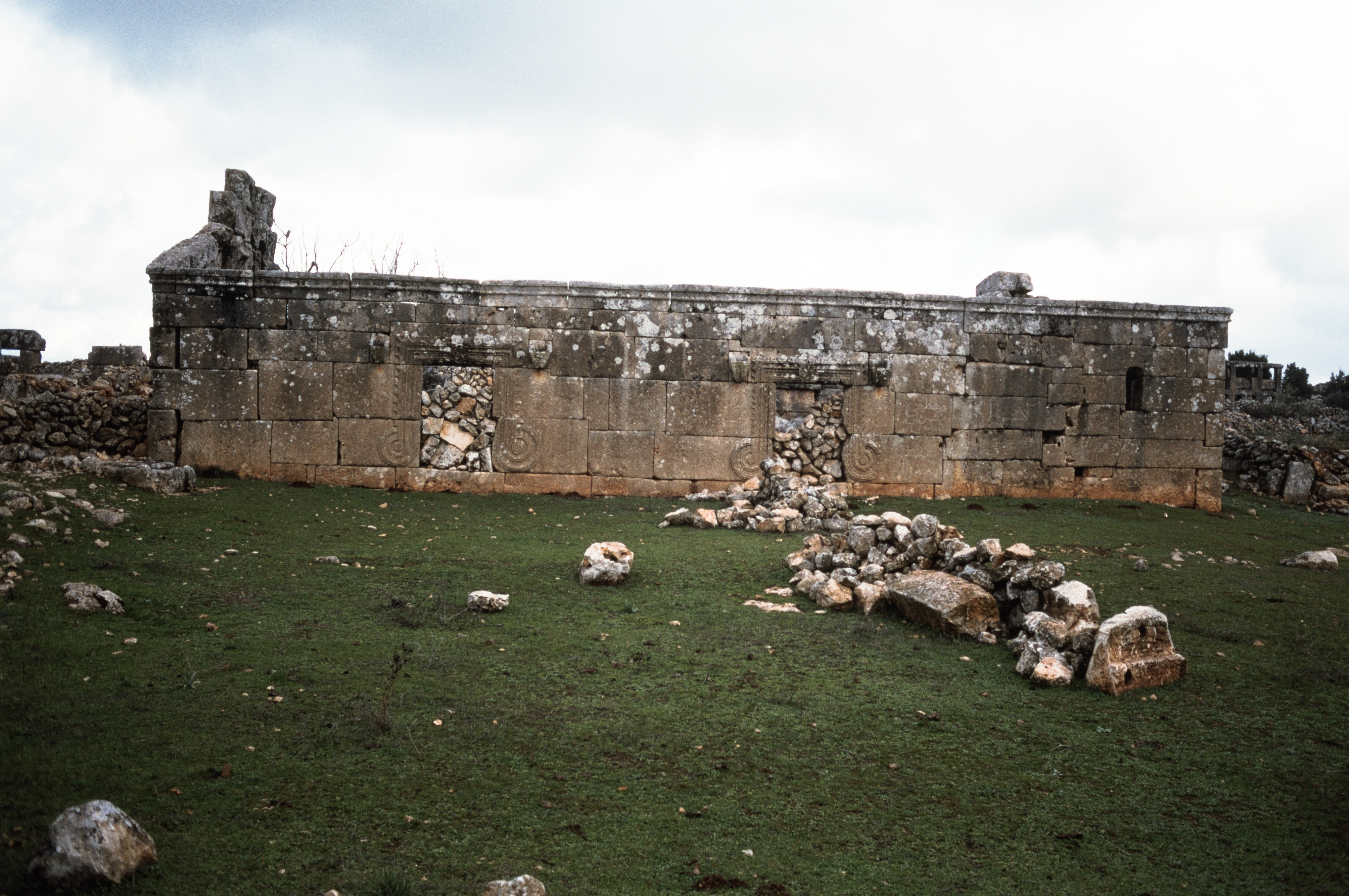
Westkirche, Südseite

Die kleinere Westkirche in der Ortsmitte war eine dreischiffige Säulenarkadenbasilika mit fünf Jochen und einer halbrunden Apsis, die innerhalb einer geraden Ostwand eingeschlossen war. Der südliche der beiden Apsisnebenräume diente als Martyrion. Von der Apsis bestand ein Durchgang zum nördlichen Nebenraum. Es gab zwei Türen an der Südfassade und je eine im Norden und Westen. Howard Crosby Butler, der den Ort um 1900 untersuchte, vermutete einen älteren Vorgängerbau an der Stelle. Große Teile der Außenmauern sind ringsum bis zur Traufhöhe erhalten. Die Apsismauern stehen mit den Pilastern des Apsisbogens bis zum Ansatz der Kuppelwölbung aufrecht, ebenso fast der gesamte Westgiebel. Die Arkaden des Kirchenschiffs sind wie bei der Ostkirche eingestürzt. Die Seiteneingänge waren durch kleine Portiken überdacht, wie an den Lochreihen in den darüberliegenden Wandflächen zu erkennen ist. Die Innenseiten der Außenwände waren wie bei der Weitarkadenbasilika von Sheikh Sleman nur grob behauen.
Da keine Inschrift mit einer Jahreszahl gefunden wurde, erfolgt die Datierung durch Stilvergleiche. Drei der acht Kapitelle konnten als Oberflächenfund untersucht  werden. Die Kapitelle des Apsisbogens in korinthisierendem Stil waren einfachst gestaltet. Von den aufwendigen, verzweigten Blattformen des klassischen Stils sind am Apsisbogen nur schematische, hervortretende U-Formen übriggeblieben, die mit erhabenen Mittelstegen Blätter andeuten. Die Säulenkapitelle waren etwas abwechslungsreicher mit glattblättrigen korinthischen Formen gestaltet. Die Türen der Längsseiten sind außen mit umlaufenden Ornamentrahmen verziert, die an den Enden zu Voluten aufgerollt sind. Die Rahmen enthalten Streifen mit flachen Kymatien und Zick-Zack-Mustern. 
Die Kirche muss später als die Nordkirche von Brad (561 datiert) um 600 entstanden sein. Insgesamt entsprechen die stark vereinfachten Schmuckmotive den letzten der im Gebiet der Toten Städte erbauten Kirchen und besonders der 602 datierten Kirche von Sheikh Sleman. Die letzte datierte frühbyzantinische Kirche Nordsyriens war die 610 eingeweihte Sergios-Kirche von Babisqa. Bei keinem Bauwerk zeigt sich das Nachlassen der schöpferischen und handwerklichen Fähigkeiten so deutlich wie an der Westkirche von Kalota.